# Associação Nacional de Criadores de Cabra Bravia
A Associação Nacional de Criadores de Cabra Bravia ou ANCABRA foi constituída por escritura pública, em 4 de Novembro de 1994, no Cartório Notarial de Vila Pouca de Aguiar, tendo a sua sede social em Vila Pouca de Aguiar, distrito de Vila Real, Portugal.
Como associação nacional da raça Bravia tem a sua área de acção e intervenção todo o território português em que se encontrem cabras de raça Bravia.
A associação solicitou em 2001 a certificação do cabrito bravio